# Albaida del Aljarafe
Albaida del Aljarafe è un comune spagnolo di 1 956 abitanti situato nella comunità autonoma dell'Andalusia.